# Tetragonia coronata
Tetragonia coronata är en isörtsväxtart som beskrevs av B.L. Rye och M.E. Trudgen. Tetragonia coronata ingår i släktet tetragonior, och familjen isörtsväxter. Inga underarter finns listade i Catalogue of Life.